# Населення Белізу
Населення Белізу. Чисельність населення країни 2015 року становила 347,5 тис. осіб (178-ме місце у світі). Чисельність белізців стабільно збільшується, народжуваність 2015 року становила 24,68 ‰ (54-те місце у світі), смертність — 5,97 ‰ (167-ме місце у світі), природний приріст — 1,87 % (59-те місце у світі) . 

## Природний рух

### Відтворення
Народжуваність у Белізі, станом на 2015 рік, дорівнює 24,68 ‰ (54-те місце у світі). Коефіцієнт потенційної народжуваності 2015 року становив 2,95 дитини на одну жінку (55-те місце у світі). Рівень застосування контрацепції 55,2 % (станом на 2011 рік).
Смертність у Белізі 2015 року становила 5,97 ‰ (167-ме місце у світі).
Природний приріст населення в країні 2015 року становив 1,87 % (59-те місце у світі).

### Вікова структура

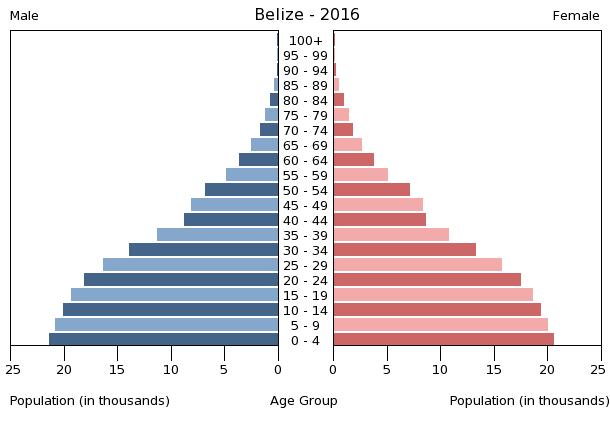
Віково-статева піраміда населення Белізу, 2016 рік

Середній вік населення Белізу становить 22,4 року (178-ме місце у світі): для чоловіків — 22,2, для жінок — 22,6 року. Очікувана середня тривалість життя 2015 року становила 68,59 року (162-ге місце у світі), для чоловіків — 67,01 року, для жінок — 70,25 року.
Вікова структура населення Белізу, станом на 2015 рік, виглядає таким чином:
- діти віком до 14 років — 34,87 % (61 822 чоловіки, 59 311 жінок);
- молодь віком 15—24 роки — 20,86 % (36 897 чоловіків, 35 547 жінок);
- дорослі віком 25—54 роки — 35,88 % (63 048 чоловіків, 61 587 жінок);
- особи передпохилого віку (55—64 роки) — 4,69 % (8072 чоловіки, 8224 жінки);
- особи похилого віку (65 років і старіші) — 3,7 % (6056 чоловіків, 6804 жінки)[1].

## Розселення
Густота населення країни 2015 року становила 15,8 особи/км² (215-те місце у світі). До третини населення країни мешкає в колишній столиці, морському порту Белізі. Відносно рівномірно населена країна з невеликим підвищенням густоти на півночі і сході.

### Урбанізація
Беліз середньоурбанізована країна. Рівень урбанізованості становить 44 % населення країни (станом на 2015 рік), темпи зростання частки міського населення — 1,93 % (оцінка тренду за 2010—2015 роки).
Головні міста держави: Бельмопан (столиця) — 17,0 тис. осіб (дані за 2014 рік).

### Міграції
Річний рівень еміграції 2015 року становив 0 ‰ (107-ме місце у світі). Цей показник не враховує різниці між законними і незаконними мігрантами, між біженцями, трудовими мігрантами та іншими.
Беліз є членом Міжнародної організації з міграції (IOM).

## Расово-етнічний склад
| Етнічний склад (2010 рік) | Етнічний склад (2010 рік) | Етнічний склад (2010 рік) | Етнічний склад (2010 рік) | Етнічний склад (2010 рік) |
| ------------------------- | ------------------------- | ------------------------- | ------------------------- | ------------------------- |
| Етнос:                    |                           |                           | Відсоток:                 |                           |
| метиси                    | метиси                    |                           | 52.9%                     | 52.9%                     |
| креоли                    | креоли                    |                           | 25.9%                     | 25.9%                     |
| мая                       | мая                       |                           | 11.3%                     | 11.3%                     |
| гарифуна                  | гарифуна                  |                           | 6.1%                      | 6.1%                      |
| індійці                   | індійці                   |                           | 3.9%                      | 3.9%                      |
| меноніти                  | меноніти                  |                           | 3.6%                      | 3.6%                      |
| білі                      | білі                      |                           | 1.2%                      | 1.2%                      |
| азіати                    | азіати                    |                           | 1%                        | 1%                        |
| інші                      | інші                      |                           | 1.5%                      | 1.5%                      |

Головні етноси країни: метиси — 52,9 %, креоли — 25,9 %, мая — 11,3 %, гарифуна — 6,1 %, індійці — 3,9 %, меноніти — 3,6 %, білі — 1,2 %, азіати — 1 %, інші — 1,5 % населення (оціночні дані за 2010 рік). Загальна сума більша за 100 %, бо багато респондентів відносять себе до декількох етнічних груп.

## Мови
| Мови Белізу (2012 рік) | Мови Белізу (2012 рік) | Мови Белізу (2012 рік) | Мови Белізу (2012 рік) | Мови Белізу (2012 рік) |
| ---------------------- | ---------------------- | ---------------------- | ---------------------- | ---------------------- |
| Мова:                  |                        |                        | Відсоток:              |                        |
| англійська             | англійська             |                        | 62.9%                  | 62.9%                  |
| іспанська              | іспанська              |                        | 56.6%                  | 56.6%                  |
| креольська             | креольська             |                        | 44.6%                  | 44.6%                  |
| маянська               | маянська               |                        | 10.5%                  | 10.5%                  |
| німецька               | німецька               |                        | 3.2%                   | 3.2%                   |
| гарифуна               | гарифуна               |                        | 2.9%                   | 2.9%                   |
| інші                   | інші                   |                        | 2.3%                   | 2.3%                   |

Офіційна мова: англійська, нею розмовляють 62,9 % населення країни. Інші поширені мови: іспанська — 56,6 %, креольська — 44,6 %, маянська — 10,5 %, німецька — 3,2 %, гарифуна — 2,9 %, інші мови — 2,1 %, не розмовляють — 0,2 % (оцінка 2010 року).

## Релігії
| Релігії в Белізі (2009 рік) | Релігії в Белізі (2009 рік) | Релігії в Белізі (2009 рік) | Релігії в Белізі (2009 рік) | Релігії в Белізі (2009 рік) |
| --------------------------- | --------------------------- | --------------------------- | --------------------------- | --------------------------- |
| Віросповідання:             |                             |                             | Відсоток:                   |                             |
| католики                    | католики                    |                             | 40.1%                       | 40.1%                       |
| протестанти                 | протестанти                 |                             | 31.5%                       | 31.5%                       |
| свідки Єгови                | свідки Єгови                |                             | 1.7%                        | 1.7%                        |
| інші                        | інші                        |                             | 12%                         | 12%                         |
| атеїсти                     | атеїсти                     |                             | 15.5%                       | 15.5%                       |

Головні релігії й вірування, які сповідує, і конфесії та церковні організації, до яких відносить себе населення країни: римо-католицтво — 40,1 %, протестантизм — 31,5 % (п'ятидесятництво — 8,4 %, адвентизм — 5,4 %, англіканство — 4,7 %, меноніти — 3,7 %, баптизм — 3,6 %, методизм — 2,9 %, назарейці — 2,8 %), свідки Єгови — 1,7 %, інші — 10,5 % (бахаїзм, буддизм, індуїзм, мормони, іслам, растафаріанство), інші — 0,6 %, не сповідують жодної — 15,5 % (станом на 2010 рік).

## Освіта
Рівень письменності 2015 року становив 99 % дорослого населення (віком від 15 років): 99 % — серед чоловіків, 99 % — серед жінок.
Державні витрати на освіту становлять 6,2 % ВВП країни, станом на 2013 рік (29-те місце у світі). Середня тривалість освіти становить 13 років, для хлопців — до 13 років, для дівчат — до 13 років (станом на 2013 рік).

## Охорона здоров'я
Забезпеченість лікарями в країні на рівні 0,83 лікаря на 1000 мешканців (станом на 2009 рік). Забезпеченість лікарняними ліжками в стаціонарах — 1,1 ліжка на 1000 мешканців (станом на 2012 рік). Загальні витрати на охорону здоров'я 2014 року становили 5,8 % ВВП країни (121-ше місце у світі).
Смертність немовлят до 1 року, станом на 2015 рік, становила 19,82 ‰ (87-ме місце у світі); хлопчиків — 22,08 ‰, дівчаток — 17,44 ‰. Рівень материнської смертності 2015 року становив 28 випадків на 100 тис. народжень (105-те місце у світі).
Беліз входить до складу ряду міжнародних організацій: Міжнародного руху (ICRM) і Міжнародної федерації товариств Червоного Хреста і Червоного Півмісяця (IFRCS), Дитячого фонду ООН (UNISEF), Всесвітньої організації охорони здоров'я (WHO).

### Захворювання
Потенційний рівень зараження інфекційними хворобами в країні високий. Найпоширеніші інфекційні захворювання: діарея, гепатит А, черевний тиф, гарячка денге і малярія. Станом на серпень 2016 року в країні були зареєстровані випадки зараження вірусом Зіка через укуси комарів Aedes, переливання крові, статевим шляхом, під час вагітності.
2014 року зареєстровано 2,7 тис. хворих на СНІД (114-те місце у світі), це 1,18 % населення в репродуктивному віці 15—49 років (38-ме місце у світі). Смертність 2014 року від цієї хвороби становила приблизно 100 осіб (128-ме місце у світі).
Частка дорослого населення з високим індексом маси тіла 2014 року становила 20,6 % (15-те місце у світі); частка дітей віком до 5 років зі зниженою масою тіла становила 6,2 % (оцінка на 2011 рік). Ця статистика показує як власне стан харчування, так і наявну/гіпотетичну поширеність різних захворювань.

### Санітарія
Доступ до облаштованих джерел питної води 2015 року мало 98,9 % населення в містах і 100 % в сільській місцевості; загалом 99,5 % населення країни. Відсоток забезпеченості населення доступом до облаштованого водовідведення (каналізація, септик): у містах — 93,5 %, в сільській місцевості — 88,2 %, загалом по країні — 90,5 % (станом на 2015 рік). Споживання прісної води, станом на 2000 рік, дорівнює 0,22 км³ на рік, або 845,2 тонни на одного мешканця на рік: з яких 4 % — на промислові, 49 % — на промислові, 46 % — на сільськогосподарські потреби.

## Соціально-економічне становище
Співвідношення осіб, що в економічному плані залежать від інших, до осіб працездатного віку (15—64 роки) загалом становить 56,8 % (станом на 2015 рік): частка дітей — 50,9 %; частка осіб похилого віку — 5,9 %, або 17 потенційно працездатного на 1 пенсіонера. Загалом ці показники характеризують рівень потреби державної допомоги в секторах освіти, охорони здоров'я та пенсійного забезпечення, відповідно. За межею бідності 2013 року перебувало 41 % населення країни. Дані про розподіл доходів домогосподарств у країні відсутні.
Станом на 2016 рік, уся країна електрифікована, усе населення країни мало доступ до електромереж. Рівень проникнення інтернет-технологій низький. Станом на липень 2015 року в країні налічувалось 144 тис. унікальних інтернет-користувачів (170-те місце у світі), що становило 41,6 % загальної кількості населення країни.

### Трудові ресурси
Загальні трудові ресурси 2008 року становили 120,5 тис. осіб (180-те місце у світі). У країні відчувається гостра нестача кваліфікованої робочої сили і всіх видів технічного персоналу. Зайнятість економічно активного населення в господарстві країни розподіляється таким чином: аграрне, лісове і рибне господарства — 10,2 %; промисловість і будівництво — 18,1 %; сфера послуг — 71,7 % (станом на 2007 рік). 27,75 тис. дітей у віці від 5 до 14 років (40 % загальної кількості) 2001 року були залучені до дитячої праці. Безробіття 2014 року дорівнювало 12,9 % працездатного населення, 2013 року — 14,1 % (140-ве місце у світі); серед молоді у віці 15—24 років ця частка становила 25 %, серед юнаків — 18 %, серед дівчат — 35,6 % (56-те місце у світі).

## Кримінал

### Наркотики

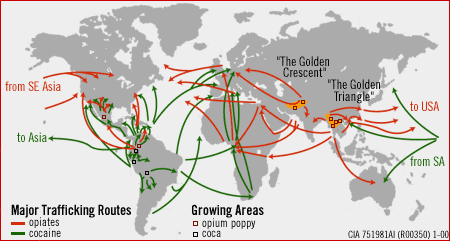
Світові маршрути наркотрафіку

Перевалочний пункт для кокаїну, незначне вирощування марихуани для внутрішнього споживання; відмивання грошей отриманих від наркотрафіку та іншої кримінальної діяльності (оцінка ситуації 2008 року).

### Торгівля людьми
Згідно зі щорічною доповіддю про торгівлю людьми (англ. Trafficking in Persons Report) Управління з моніторингу та боротьби з торгівлею людьми Державного департаменту США, уряд Белізу докладає значних зусиль у боротьбі з явищем примусової праці, сексуальної експлуатації, незаконною торгівлею внутрішніми органами, але законодавство відповідає мінімальним вимогам американського закону 2000 року щодо захисту жертв (англ. Trafficking Victims Protection Act’s) не повною мірою, країна перебуває у списку другого рівня.

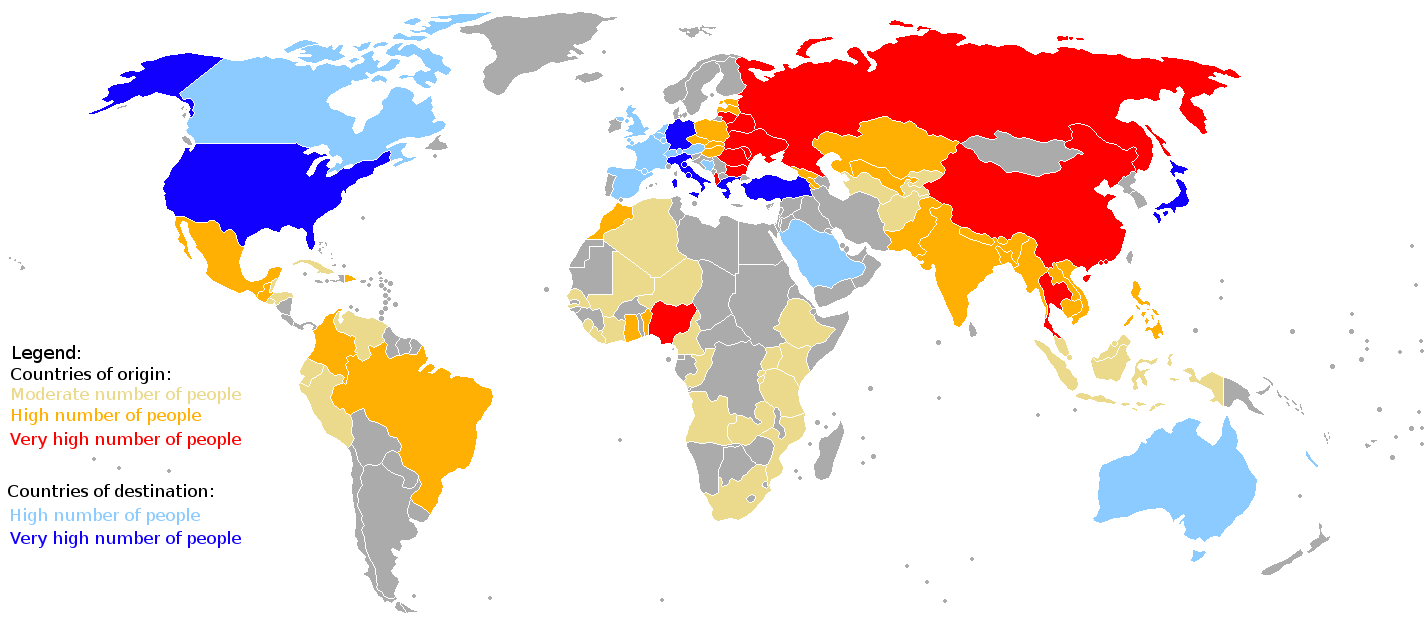
Країни-донори (червоний) і країни-реципієнти кримінальних потоків  (англ.)
Глобальна боротьба з торгівлею людьми (англ.)

## Гендерний стан
Статеве співвідношення (оцінка 2015 року):
- при народженні — 1,05 особи чоловічої статі на 1 особу жіночої;
- у віці до 14 років — 1,04 особи чоловічої статі на 1 особу жіночої;
- у віці 15—24 років — 1,04 особи чоловічої статі на 1 особу жіночої;
- у віці 25—54 років — 1,02 особи чоловічої статі на 1 особу жіночої;
- у віці 55—64 років — 0,98 особи чоловічої статі на 1 особу жіночої;
- у віці за 64 роки — 0,89 особи чоловічої статі на 1 особу жіночої;
- загалом — 1,03 особи чоловічої статі на 1 особу жіночої[1].

## Демографічні дослідження
Демографічні дослідження в країні ведуться рядом державних і наукових установ:

### Українською
- Атлас. 10—11 клас. Економічна і соціальна географія світу / упорядники :  О. Я. Скуратович, Н. І. Чанцева. — К. : ДНВП «Картографія», 2010. — ISBN 978-966-475-639-3.
- Атлас світу / голов. ред. І. С. Руденко ; зав. ред. В. В. Радченко ; відп. ред. О. В. Вакуленко. — К. : ДНВП «Картографія», 2005. — 336 с. — ISBN 9666315467.
- Безуглий В. В. Економічна і соціальна географія зарубіжних країн : Навчальний посібник. — К. : ВЦ «Академія», 2007. — 704 с. — ISBN 978-966-580-239-6.
- Безуглий В. В., Козинець С. В. Регіональна економічна і соціальна географія світу : Навчальний посібник. — видання 2-ге, доп., перероб. — К. : ВЦ «Академія», 2007. — 688 с. — ISBN 966-580-144-9.
- Головченко В. І., Кравчук О. Країнознавство: Азія, Африка, Латинська Америка, Австралія і Океанія. — К., 2006. — 335 с. — ISBN 966-8939-04-2.
- Гудзеляк І. І. Географія населення: Навчальний посібник / І. Гудзеляк. — Л. : Видавничий центр ЛНУ імені Івана Франка, 2008. — 232 с. — ISBN 978-966-613-599-8.
- Дахно І. І. Країни світу: Енциклопедичний довідник / І. І. Дахно, С. М. Тимофієв. — К. : Мапа, 2011. — 606 с. — (Бібліотека нового українця) — ISBN 978-966-8804-23-6.
- Дахно І. І. Економічна географія зарубіжних країн : навчальний посібник. — К. : Центр учбової літератури, 2014. — 319 с. — ISBN 978-611-01-0682-5.
- Джаман В. О. Регіональні системи розселення: демографічні аспекти. — Чернівці : Рута, 2003. — 392 с. — ISBN 9665685988.
- Дорошенко Л. С. Демографія: Навчальний посібник. — К. : МАУП, 2005. — 112 с. — ISBN 966-608-442-2.
- Дубович І. А. Країнознавчий словник-довідник. — 5-те вид., перероб. і доп. — К. : Знання, 2008. — 839 с. — ISBN 978-966-346-330-8.
- Економічна і соціальна географія країн світу. Навчальний посібник / За ред. Кузика С. П. — Л. : Світ, 2002. — 672 с. — ISBN 966-603-178-7.
- Загальна медична географія світу / В. О. Шевченко [та ін.] — К. : [б.в.], 1998. — 178 с.
- Книш М. М., Мамчур О. І. Регіональна економічна і соціальна географія світу (Латинська Америка та Карибські країни, Африка, Азія, Океанія) : навч. посіб. — Л. : ЛНУ ім. Івана Франка, 2013. — 368 с. — ISBN 978-617-10-0007-0.
- Крисаченко В. С. Динаміка населення: Популяційні, етнічні та глобальні виміри. — К. : Видавництво Національного інституту стратегічних досліджень, 2005. — 368 с. — ISBN 966-554-083-1.
- Кузик С. П., Книш М. М. Економічна і соціальна географія країн Америки : навч. посіб. — Л. : ЛНУ ім. Івана Франка, 1999. — 299 с. — ISBN 966-613-026-2.
- Любіцева О. О., Мезенцев К. В., Павлов С. В. Географія релігій. — К. : АртЕК, 1999. — 504 с. — ISBN 966-505-006-0.
- Масляк П. О. Країнознавство. — К. : Знання, 2007. — 292 с. — (Вища освіта XXI століття)
- Масляк П. О., Дахно І. І. Економічна і соціальна географія світу / П. О. Масляк, І. І. Дахно ; за ред. П. О. Масляка. — К. : Вежа, 2003. — 280 с. — ISBN 966-7091-53-8.

### Російською
- (рос.) Белиз // Демографический энциклопедический словарь / главн. ред. Валентей Д. И. — М. : Советская энциклопедия, 1985. — 608 с.
- (рос.) Белиз // Латинская Америка. Энциклопедический справочник [в 2-х тт.] / Главный редактор В. В. Вольский. — М. : Советская энциклопедия, 1979. — Т. 1. А-К. — 576 с.
- (рос.) Белиз // Страны и народы. Америка. Общий обзор Латинской Америки. Средняя Америка / Редкол. : отв. ред. В. В. Вольский, Я. Г. Машбиц и др. — М. : «Мысль», 1981. — 333 с. — (Страны и народы)
- (рос.) Атлас народов мира / Отв. ред. С. И. Брук и В. С. Апенченко. — М. : ГУГК ГГК СССР и Институт этнографии им. Н. Н. Миклухо-Маклая АН СССР, 1964. — 185 с. — 20 тис. прим.
- (рос.) Численность и расселение народов мира. Этнографические очерки / под ред. С. И. Брука. — М. : Издательство АН СССР, 1962. — 487 с.
- (рос.) Лаппо Г. М. География городов: Учебное пособие для географических факультетов вузов. — М. : Туманит, изд. центр ВЛАДОС, 1997. — 476 с. — ISBN 5-691-00047-0.
- (рос.) Ягельский А. География населения. — М. : Прогресс, 1980. — 383 с.